# Аустралазија на Летњим олимпијским играма 1908.
Аустралазија је дебитовала на Олимпијским играма у Лондону 1908.  У делегацији је било 30 спортиста (30 мушкараца + 0 жена) који су се такмичили  у 6 спортова. 
На свечаној церемонији осварања заставу Аустралазије носио је атлетичар Хенри Мари
Аустралазијски олимпијски тим је заузео 11. место у укупном пласману, са укупно 5 освојених медаља, од чега 1 златне, 2 сребрне и 2 бронзане.

## Учесници по спортовима
| Спорт           | Мушкарци | Жене | Укупно |
| --------------- | -------- | ---- | ------ |
| Атлетика        | 9        | 0    | 9      |
| Бокс*           | 1        | 0    | 1      |
| Пливање*        | 5        | 0    | 5      |
| Рагби           | 15       | 0    | 11     |
| Скокови у воду* | 1        | 0    | 1      |
| Стрељаштво      | 1        | 0    | 1      |
| Укупно(6)       | 30*      | 0    | 30     |

- Такмичар Реџиналд Бејкер такмичио се у три спорта: пливању, боксу и скоковима у воду а у збиру учесника приказан је само једном.

## Освајачи медаља

### Злато
- Рагби репрезентација Аустралазије:

Phil Carmichael, Чарлс Расел, Ден Керол, Jack Hickey,

Франк Смит, Крис Макиват, Артур Макабе, Томас Грифен,

Jumbo Barnett, Патик Меки, Сидни Мидлтон, Том Ричардс,

Малком Макартур, Charles McMurtrie, Робет Крег

### Сребро
- Реџиналд Бејкер — бокс средња
- Франк Борепер — пливање 400 м слободно

### Бронза
- Франк Борепер — пливање 1.500 м слободно
- Хари Кер — атлетика, ходање 3.500 м

## Резултати по спортовима

### Атлетика
Мушкарци
| Атлетичар      | Дисциплина     | Група             | Група             | Полуфинале       | Полуфинале       | Финале            | Финале    | Детаљи |
| Атлетичар      | Дисциплина     | Резултат          | Место             | Резултат         | Место            | Резултат          | Место     | Детаљи |
| -------------- | -------------- | ----------------- | ----------------- | ---------------- | ---------------- | ----------------- | --------- | ------ |
| Харви Сатон    | 800 м          | непознато         | 3. у гр. 8        |                  |                  | Није се пласирао  | = 17/38   |        |
| Џозеф Линч     | 1.500 м        | непознато         | 5. у гр. 2        | Није се пласирао | =28 / 44         |                   |           |        |
| Чарлс Свејн    | 1.500 м        | Није завршио трку | Није завршио трку | Није се пласирао | БП               |                   |           |        |
| Џорџ Блејк     | 5 миља         | застао један круг | 3. у гр. 1        | Није се пласирао | =13 /36          |                   |           |        |
| Џозеф Линч²    | 5 миља         | Није завршио трку | Није завршио трку | Није се пласирао | БП               |                   |           |        |
| Виктор Ејткен  | маратон        |                   |                   |                  |                  | Није завршио трку | БП        |        |
| Џорџ Блејк²    | маратон        |                   |                   |                  |                  | Није завршио трку | БП        |        |
| Џозеф Линч²    | маратон        |                   |                   |                  |                  | Није завршио трку | БП        |        |
| Хенри Мари     | 110 м препоне  | заостао 4 јарда   | 2. у гр 1         | Није се пласирао | Није се пласирао | Није се пласирао  | = 15 / 25 |        |
| Хенри Мари     | 400 м препоне  | 59,8              | 2. у гр. 3        |                  |                  | Није се пласирао  | =7 /15    |        |
| Хари Кер       | 3.500 м ходање | 16:02,2           | 2. у гр. 1 КВ     |                  |                  | 15:43,4           |           |        |
| Алберт Ровланд | 3.500 м ходање | 16:08,6           | 3. у гр. 3 КВ     | 16:07,0          | 5 / 23           |                   |           |        |
| Алберт Ровланд | 10 миља ходање | 1:21:57,6         | 5. у гр. 1        | Није се пласирао | =7 /15           |                   |           |        |
| Хари Кер²      | 10 миља ходање | 1:18:40,2         | 3. у гр. 2 КВ     | Није стартовао   | БП               |                   |           |        |

- Број уз име означава да се такмичио у више дисциплина

## Бокс
Аустралазија је имала само једног боксера у средњој категорији Реџиналда Бекера.
| Ниво          | Противник      | Земља                | Резултат            |
| ------------- | -------------- | -------------------- | ------------------- |
| Осмина финала | William Dees   | Уједињено Краљевство | добио K.O. 1. рунда |
| Четвртфинале  | William Childs | Уједињено Краљевство | добио на поене      |
| Полуфинале    | Вилијам Фило   | Уједињено Краљевство | добио K.O. 2. рунда |
| Финале        | Џон Даглас     | Уједињено Краљевство | изгубио на поене    |

Реџиналд Бекер освојио је сребрну медаљу . Био је једини  не-британски боксер који је освојио медаљу на овим Играма.

## Пливање

#### Мушкарци
| Пливач                                                              | Дисциплина               | Група             | Група             | Полуфинале       | Полуфинале       | Финале           | Финале  | Детаљи         |
| Пливач                                                              | Дисциплина               | Време             | Пласман           | Време            | Пласман          | Време            | Пласман | Детаљи         |
| ------------------------------------------------------------------- | ------------------------ | ----------------- | ----------------- | ---------------- | ---------------- | ---------------- | ------- | -------------- |
| Тео Тертаковер                                                      | 100 м слободно           | нрпознато         | 2 у гр. 1         | Није се пласирао | Није се пласирао | Није се пласирао | =13/34  | [ мртва веза ] |
| Франк Борепер                                                       | 100 м слободно           | 1:13,2            | 1. у гр. 3 КВ     | непознато        | 4. пф. 3         | Није се пласирао | 7/34    | [ мртва веза ] |
| Едвард Кук                                                          | 100 м слободно           | Није завршио трку | Није завршио трку | Није се пласирао | Није се пласирао | Није се пласирао | БП      | [ мртва веза ] |
| Тео Тертаковер²                                                     | 400 м слободно           | 6:35.0            | 1. у гр. 3 КВ     | Није стартовао   | Није стартовао   | Није стартовао   | БП      |                |
| Франк Борепер²                                                      | 400 м слободно           | 1:12,2            | 1 у гр. 4 КВ      | 5:44,0           | 1. у пф 2 КВ     | 5:44.2           |         |                |
| Френк Спрингфилд                                                    | 400 м слободно           | 5:57,4            | 2. у гр. 6        | Није се пласирао | Није се пласирао | Није се пласирао | =11/25  |                |
| Франк Борепер²                                                      | 1.500 м слободно         | 23:45,8 ОР        | 1. у гр. 2 КВ     | 23:25,4          | 2 у пф. 1 КВ     | 22:56,2          |         |                |
| Френк Спрингфилд²                                                   | 1.500 м слободно         | 24:52,4           | 2. у гр. 4        | Није се пласирао | Није се пласирао | Није се пласирао | =7 /19  |                |
| Едвард Кук²                                                         | 200 м прсно              | Није завршио трку | Није завршио трку | Није се пласирао | Није се пласирао | Није се пласирао | БП      |                |
| Франк Борепер², Френк Спрингфилд², Реџиналд Бејкер² Тео Тертаковер² | штафета 4х200 м слободно | 11:35,0 ОР        | 1 у гр. 1         |                  |                  | 11:14,0          | 4 / 6   |                |

- Број уз име означава да се такмичио у више дисциплина или спортова

## Рагби
На рагби турниру учествовале су само две репрезентације:Аустралазија и Уједињено Краљевство
Победила је Аустралазија резултатом 32:3 и освојила златну медаљу .

## Скокови у воду
У скоковима у воду, Аустралазију је представљао Реџиналд Бејкер који се још такмичио у пливању, и боксу где је у средљој категорији освојио  сребрну медаљу.
Такмичио се у скоковима са даске 3 метра и заузео последње 23. место резултатом 61,30. .

## Стрељаштво
Јадини представник Аустралазије у стрељаштву био је Вилијем Хил Такмичио се у три дисциплине, без значајинег резултата.
Резултати Вилијама Хила:
| Дисциплина                          | Резултат      | Пласман |
| ----------------------------------- | ------------- | ------- |
| МК пушка 50 и 100 јарди појединачно | 354 (183+171) | 16./20  |
| МК пушка 25 јарди покретна мета     | НЗ            | БП      |
| МК пушка 25 јарди нестајућа мета    | 36            | 18./22  |